# نونو برناردو
نونو برناردو هو كاتب برتغالي، ولد في 3 نوفمبر 1974 في فيلا دو كوندي في البرتغال.

## وصلات خارجية
- نونو برناردو على موقع IMDb (الإنجليزية)
- نونو برناردو على موقع قاعدة بيانات الفيلم (الإنجليزية)